# Стокхолм (лен)
Стокхолм (на шведски: Stockholms län) е лен в Югоизточна Швеция. На север-североизток граничи с лен Упсала, на юг-югоизток с лен Сьодерманланд, а на изток с Балтийско море. Главният град на областта е Стокхолм. Той е и столица на страната. В рамките на цялата област е съсредоточена една пета от населението на Швеция.

## Общини в лен Стокхолм
В рамките на административното си устройсто, лен Стокхолм се разеделя на 26 общини със съответно население към 31 декември 2013 :
|  | - Ботширка (Botkyrka) с население 87 580 души; - Валентюна (Vallentuna) с население 31 616 души; - Ваксхолм (Vaxholm) с население 11 188 души; - Вермдьо (Värmdö) с население 39 784 души; - Дандерюд (Danderyd) с население 32 222 души; - Екерьо (Ekerö) с население 26 355 души; - Йерфела (Järfälla) с население 69 167 души; - Йостерокер (Österåker) с население 40 495 души; - Лидингьо (Lidingö) с население 45 178 души; - Нака (Nacka) с население 94 423 души; - Нортеле (Norrtälje) с население 56 845 души; - Нюкварн (Nykvarn) с население 9523 души; - Нюнесхамн (Nynäshamn) с население 26 796 души; - Салем (Salem) с население 16 001 души; - Сигтюна (Sigtuna) с население 43 372 души; - Солентюна (Sollentuna) с население 68 145 души; - Солна (Solna) с население 72 740 души; - Стокхолм (Stockholm) с население 897 700 души; - Сундбюбери (Sundbyberg) с население 42 626 души; - Сьодертеле (Södertälje) с население 91 072 души; - Тебю (Täby) с население 66 292 души; - Тюресьо (Tyresö) с население 44 281 души; - Упландс-Бру (Upplands-Bro) с население 24 703 души; - Упландс Весбю (Upplands Väsby) с население 41 449 души; - Ханинге (Haninge) с население 80 932 души; - Худинге (Huddinge) с население 102 557 души; |